# Salafisme au Canada
 (janvier 2020).
Le salafisme est un mouvement religieux appartenant de la branche de l'islam sunnite dans lequel les membres de ce mouvement souhaitent voir le retour des pratiques musulmane de l'époque de Mahomet et de ses disciples dans la communauté musulmane actuel.
Le salafisme est un courant de pensée de l’Islam qui se réclame des salafs, les compagnons du prophète Mahomet. Par contre, de nos jours, les salafistes sont considérés comme étant les membres de la branche de l’Islam la plus radicale. En effet, par exemple, certains parents salafistes en Ontario refusent que leurs enfants assistent aux cours de musique de leur école.  Depuis l‘arrivée des musulmans en 1871, il n’y en avait que 13 immigrants musulmans. Après environ une soixantaine d’années, on comptait environ 650 musulmans au pays. Alors, a Edmonton dans les années trente, des femmes prévoyaient obtenir une partie de terrain afin d’y construire la première mosquée du pays dont le gouvernement vend une terre pour 5 000 dollars. Cette mosquée a finalement vu le jour le 12 décembre 1938.  En compte de nos jours plus d’un million en 2011 dont plus de 240 000 se trouvent au Québec représentant 3.1% de la population québécoise.

## Le salafisme au Québec
Depuis que le Québec accepte les immigrants à s’établir dans son territoire, certains islamistes radicaux ont également immigrés au Québec malgré les différents culturels. En effet, les premières mosquées apparues en 1965 et ayant obtenu des fonds du ministère de l’éducation afin d’ouvrir leur école musulmane reçoivent des imams financés par l’Arabie Saoudite afin de propager les idéologies du salafisme et d’incliner les musulmans à la charia wahhabite.
Ces groupes mènent un combat juridique contre la démocratie en Occident. Au Québec, dans la région de Brossard, l’imam Foudil Selmoune a fait l’apologie de la charia au Télé-Journal de Radio-Canada. 

### Les imams en mission
Fida Bukhari, imam de l’Islamic Center of Quebec arrivé en poste en 1990, a reconnu qu’il agissait comme juge appliquant la charia : « Plusieurs personnes qui ont des différends, au lieu d’aller en cour, se présentent devant moi et me demandent de les régler à la façon islamique ». L’organisation de l’islam au Québec est occupée par des groupes islamistes ayant des liens avec des organisations salafistes. De plus, les islamistes radicaux au Québec faisant partie du réseau disposent de moyens financiers considérables. Cela est une stratégie de l’Arabie Saoudite qui tente d’étendre son idéologie salafiste en déployant plusieurs imams radicaux dans les pays occidentaux en les subventionnant grâce à leurs pétrodollars.

### Canada, rêve pour les islamistes
La Charte des droits et libertés offre des garanties fondamentales pour les islamistes radicaux. Ils ont aussi la capacité d’instaurer leur programme politique alors que les politiciens leur confèrent respect et reconnaissance. En effet, la Charte des droits et liberté canadienne stipule que chacun a le droit de liberté d’association et de liberté de presse et d’autres moyen de communication. Ceci permet les groupes radicaux, musulmans ou autres, de propager subtilement leurs idéologies extrémistes aux communautés sans faire face à des conséquences majeures.
Par contre, les premières victimes de ces islamistes radicaux sont en fait les musulmans démocrates qui, certains d’entre eux, ont fui la domination radicaliste de leur pays d’origine et font l’effort de s’intégrer ici, au Canada et au Québec. Cela montre que les communautés musulmanes, immigrantes ou non, sont en danger d’être influencées par les discours des extrémistes, même lorsqu’ils cherchent un moyen de s’éloigner de ces types de systèmes.
De plus, les journalistes qui essayent de pointer du doigt l’islamisme radical en écrivant des articles peuvent être poursuivis pour diffamation. Malheureusement, bien que la Charte des droits et liberté canadienne ait des valeurs fondamentales bénéfiques pour tous les citoyens du pays, les extrémistes sont vite à utiliser ces mêmes valeurs afin de se protéger contre l’opinion publique. 

### Peur causé par les islamistes radicaux
Plusieurs citoyens canadiens et québécois ont une crainte envers les musulmans à cause des quelques cas d'actes de propagation de valeurs salafistes qualifiées d'extrémiste. En effet, un sondage fait au sein de la population canadienne montre qu’environ 72% de la population croit observer une augmentation de la haine et de la peur envers les musulmans du pays. « Il y a beaucoup de peur au sein de la population. Certains craignent les extrémistes, les bombes et il ne veulent rien savoir, peu importe ce qu’on leur dit, ce qu’on leur explique et ce que les musulmans leur disent. » affirme M. Ouellet, Maire de Saint-Apollinaire. Malheureusement, cette croissance de haine et de crainte envers les communautés musulmanes augmente le niveau de peur chez les musulmans puisqu’ils ne se sentent plus en sécurité.
On peut voir aussi un exemple qui montre la crainte des musulmans peut pousser des individus à commettre des actes de violence afin de se protéger contre les islamistes radicaux. En effet, l’auteur de l’attentat de la grande mosquée de Québec Alexandre Bissonnette avoue avoir causé cet acte après que le gouvernement canadien a affirmé vouloir accueillir plus de réfugiés Syriens. Le terroriste Alexandre Bissonnette était obsédé par la crainte que les immigrants commettent des attentats au Québec.

### L’éducation pour combattre le terrorisme
Le terrorisme peut être combattu par l’utilisation d’armes de guerre et le déploiement de soldats aux pays hostiles, cependant, le moine bouddhiste vietnamien Thich Nhat Hanh dit dans son livre : « Les racines du terrorisme sont l’incompréhension, la peur, la colère et la haine, et les militaires ne peuvent pas les repérer. Les missiles et les bombes ne peuvent pas les atteindre et encore moins les détruire. ». En effet, lorsque Malala, jeune fille pakistanaise de 17 ans lors de la remise du prix Nobel de la paix, a rencontré Barrack Obama, elle lui dit : arrêtez de combattre le terrorisme par la guerre et faites-le par l’éducation et l’instruction.
La peur est devenue malheureusement un business que les médias exploitent. En effet, tous les politiciens et politiciennes n’osent penser différemment. Le célèbre pacifiste Gandhi avait affirmé auparavant que l’application de la règle de l’œil pour l’œil rendrait l’humanité aveugle.